# Motorowe lichtugi 120-stopowe
Motorowe lichtugi 120-stopowe (120ft Motor Lighter) – typ lichtug z napędem własnym zaprojektowanych w okresie II wojny światowej przez Australian Shipbuilding Board i używanych przez Royal Australian Navy (RAN), Australian Army, Royal Australian Air Force, a także brytyjską Royal Navy i amerykańską US Army.  Okręty używane były w końcowym okresie II wojny światowej, w RAN niektóre z nich służyły jeszcze do lat 80.
Lichtugi miały 120 stóp długości, 24 stopy szerokości i 9 stóp zanurzenia (27 × 7,3 x 2,7 m).  Napęd stanowiły dwa silniki wysokoprężne. Prędkość maksymalna lichtug wynosiła 9,5 węzłów, a prędkość ekonomiczna 8 węzłów (która dawała zasięg trzech tysięcy mil). Na okrętach mogło być zakwaterowanych do 12 marynarzy, ale załogę zazwyczaj stanowiło tylko cztery lub pięć osób. W czasie wojny okręty uzbrojone były w trzy pojedyncze działa Oerlikon 20 mm.
Lichtugi budowane były w trzech wersjach:
- MRL – z chłodzonymi ładowniami,
- MSL – wersja do przewozu „drobnicy” (ogólnego zastosowania),
- MWL – do przewozu wody[1].

Wersja MRL mogła w chłodzonych ładowniach przewozić do 10.000 stóp sześciennych towarów (283 m³), ładowność dwóch pozostałych wersji wynosiła do 180 ton.